# 14 ventôse
14 pluviôse 14 germinal
Le quartidi 14 ventôse, officiellement dénommé jour du vélar, est le 164e jour de l'année du calendrier républicain.
C'était généralement le 4e jour du mois de mars dans le calendrier grégorien.